# John Raleigh Mott

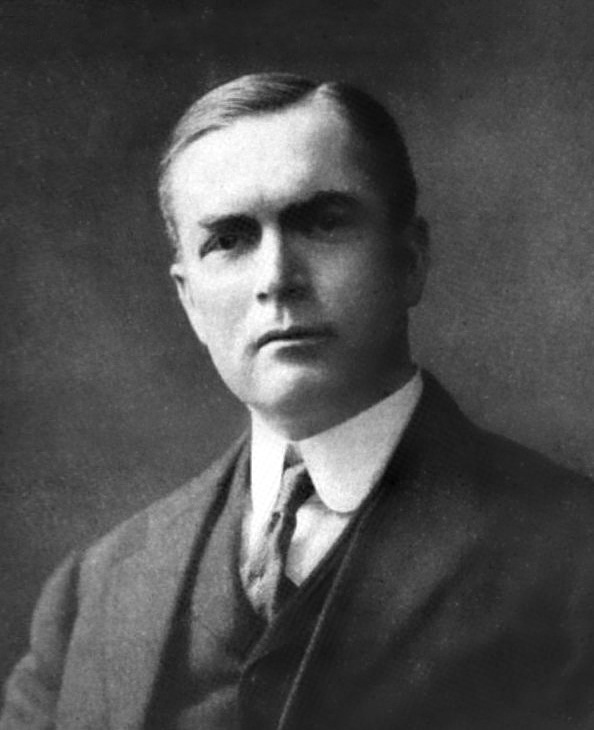
John Raleigh Mott

John Raleigh Mott (* 25. Mai 1865 in Livingstone Manor (Sullivan County) im US-Bundesstaat New York; † 31. Januar 1955 in Orlando, Florida) war Sekretär des Christlichen Vereins Junger Menschen (CVJM), Präsident des Weltbundes der CVJM und Friedensnobelpreisträger des Jahres 1946.

## Leben und Werk

### Frühe Jahre und Ausbildung
John Raleigh Motts Familie zog bald nach seiner Geburt mit ihm in die Nähe von Postville (Iowa). Als Kind bestaunte Mott oft die fauchenden Dampflokomotiven der neu erstellten Bahnlinie. Sein Vater war Vorsteher der Gemeinde. Dieser gab die Landwirtschaft auf und widmete sich ganz der Holzwirtschaft. Zum christlichen Glauben fand Vater Mott, der englische und holländische Vorfahren hatte, durch den CVJM-Sekretär von Iowa, J. W. Dean. Seine Frau Elmira Dodge war eine Methodistin und galt als mildtätige Frohnatur. Mott junior war lernbegierig und für seine Streiche bekannt. Er half im väterlichen Betrieb mit, auch in der Verwaltung. Vom Bahnhofsvorstand erhielt John R. Mott Eisenbahnkarten der USA, die er eifrig studierte, und der örtliche Methodistenprediger versorgte John mit Literatur.
Mit 18 Jahren besuchte John R. Mott die Upper Iowa University in Fayette (Iowa). Er hatte eine besondere Begabung in der Vortragskunst. Er studierte die Reden der Politiker. Energisch trat er in jungen Jahren gegen die Auffassung der Regierung auf, man müsse den Chinesen die Einwanderung verbieten.
John R. Mott wird als kräftig geschildert, mit roten Haaren, braunen Augen und Sommersprossen. Er hatte große Freude am Sport und war oft mit dem Ruderboot auf dem Fluss anzutreffen. Im Herbst 1883, mit 18 Jahren, begann er, für die örtliche Christliche Vereinigung tätig zu sein. Er war sich zu jener Zeit noch unsicher über seinen späteren Beruf.
Mit 20 Jahren begann er ein Studium an der Cornell University in Ithaca (New York) in Rechtswissenschaft und Nationalökonomie. Ein geistlicher Vortrag des Cricket-Spielers Edward Kynaston Studd, der später Bürgermeister von London wurde, wühlte ihn auf. Im Gespräch empfahl Studd, er solle vor allem das Reich Gottes suchen. Studd erkannte sogleich die hohe Begabung Motts. Noch während seines Studiums entschied sich Mott dazu, Prediger zu werden und sein Leben in den Dienst des Christentums zu stellen. Dabei wurde er beeinflusst durch intensives Studium der Bibel sowie von biographischen Berichten über John Wesley und Dwight Lyman Moody. Er wurde jedoch nie für ein kirchliches Amt ordiniert, sondern blieb zeitlebens ein Laie.
Im Sommer 1886 ging Mott an eine große, von Moody organisierte Konferenz in Northfield, an der 250 Studierende von 89 amerikanischen Hochschulen und Ausländern aus Europa und Asien teilnahmen. Diese Veranstaltung hinterließ bei vielen einen bleibenden Eindruck. Unter denjenigen, die sich der Heidenmission widmen sollten, war auch John R. Mott. 99 unterzeichneten ein diesbezügliches Gelübde. Daraufhin wurde Mott die Leitung der örtlichen Christlichen Vereinigung übertragen, die bald auf 330 Mitglieder wuchs.

### CVJM, Studentenverband, Missionsverband
1886 berichtete John R. Mott an seinen Vater, dass er durch sich durch sein Amt als Vorsitzender des „Christlichen Vereins junger Männer“ CVJM für die geistlichen Belange von 800 Studenten einsetzte. Der CVJM von Cornell baute unter seiner Leitung eine Heimstätte, für die ein New Yorker Verleger alleine 50.000 Dollar gespendet hatte. 1887 begann Mott in verschiedenen Kirchen von Ithaca zu predigen, was er mit Begeisterung tat. Kurz vor dem akademischen Abschluss nahm er den Ruf für das Amt eines Reise-Agenten der Christlichen Studenten-Vereinigungen Amerikas an. Man nannte ihn daher später Eichhörnchen der Evangelisation.
Nach der Graduierung an der Cornell University in Ithaca 1888 widmete Mott sich der Koordination nationaler und internationaler missionarischer Studentenvereinigungen und wurde im gleichen Jahr Studentensekretär der Young Men’s Christian Association (YMCA). 1893 organisierte John R. Mott im Auftrag von Dwight L. Moody die Studentenkonferenz in Northfield, die früher in seiner eigenen Entwicklung eine so wichtige Rolle gespielt hatte. Von Moody lernte er, dass neben der Arbeit mit Tausenden von Zuhörenden die Einzelaussprache von Mensch zu Mensch nicht vergessen werden darf. 1891 war Mott das erste Mal in Europa, anlässlich der CVJM-Weltkonferenz in Amsterdam.
Mit seiner Frau begann John R. Mott am 20. Juli 1895 seine erste Weltreise, die in England begann und volle zwei Jahre dauerte. Die Engländer waren zunächst reserviert, ließen sich dann aber von seiner Botschaft begeistern. In Edinburgh kamen 2.000 junge Leute zusammen, davon 1.800 Studierende. John R. Mott schwebte die Gründung eines christlichen Studenten-Weltbundes vor. Dabei wurde er vom CVJM-Weltbund inspiriert, der anlässlich der Weltkonferenz der Evangelischen Allianz 1855 in Paris gegründet wurde. In Schweden wurde er vom späteren lutherischen Erzbischof Nathan Söderblom empfangen. Seine Ideen fanden offene Ohren und mit Vertretern von amerikanischen und fünf nordischen Hochschulen wurde 1895 der Christliche Studenten-Weltbund gegründet.
In der Schweiz kamen am 23. September 1895 60 hauptsächlich welsche Studenten in Sainte-Croix VD zur Versammlung von Mott, darunter auch der junge Henri Guisan. Die freisinnige Presse schrieb, dass Mott im Stil der Heilsarmee Bekenntnisse ablegen würde. Der spätere Zürcher Theologie-Professor Leonhard Ragaz urteilte über Mott, er besitze die Energie, die den Willen in Bewegung setze. Er konstatierte, dass besonders unter den Intellektuellen, die an Überbildung und moralischer Auszehrung leiden würden, Mott seine lebendige, ganze, volle und starke Persönlichkeit bringe, was mehr wert sei als eine glänzende Konferenz. Der damals noch jugendliche und religiös-sozialistisch geprägte Karl Barth war zuerst mit scharfen Worten gegen Mott. Er urteilte aber später über ihn, Mott sei das, worüber er und andere nur reden würden. Mott wolle die Menschheit zu Jesus führen. Mott traf in der Schweiz auch osteuropäische Studenten, die nach seinem Urteil u. a. von Nihilismus, Agnostizismus geprägt waren und deren Christentumsbild Formalismus, Zeremonien und Aberglaube wahrnehmen würde.
Von 1895 bis 1897 besuchte Mott 144 Hochschulen in 24 Ländern, unter anderem Australien, China und Japan. Bei dieser Weltreise und in deren Gefolge wurden 70 christliche Studentenorganisationen gegründet oder neu belebt.
Von 1895 bis 1929 war Mott Generalsekretär des von ihm mitgegründeten Christlichen Studenten-Weltbundes. Gleichzeitig bekleidete er bis 1920 das Generalsekretariat des YMCA und war von 1915 bis 1928 Leiter der amerikanischen Sektion des Bundes. Von 1926 bis 1937 war er Präsident des CVJM-Weltbundes.
Im April 1912 bot ein Mitarbeiter der britischen Reederei White Star Line, der an Motts Arbeit interessiert war, ihm und einem seiner Mitarbeiter eine freie Passage für die Jungfernfahrt der Titanic an. Die beiden Männer lehnten aber ab und nahmen stattdessen die Lapland nach New York. Als sie in New York ankamen und von dem Unglück hörten, sollen sie sich verblüfft angesehen und gesagt haben: „Der Herr scheint noch viel Arbeit für uns zu haben.“
Die neuen christlichen Verbände hatten den Ansturm des Ersten Weltkriegs teilweise nicht oder nur beschädigt überlebt. Umso mehr war der CVJM aber ein Bollwerk, der zusammen mit dem Roten Kreuz in Genf während des Kriegs die Kriegsgefangenen-Fürsorge, die Vermissten-Suche und Soldatenstuben aufbaute. Motts Hilfswerk war im Urteil von US-Präsident William Howard Taft eine der größten Friedensleistungen im Krieg. Dafür wurden 250 Millionen US-Dollar gesammelt, eine damals gigantische Summe. Im Konflikt zwischen den USA und Mexiko 1916 wurde Mott als Vermittler eingesetzt, ein Krieg wurde abgewendet. Den Posten eines US-Botschafters in China lehnte Mott ab, da er ein Botschafter Christi bleiben wollte. Nach dem Krieg setzte er alles daran, die Weltbünde von CVJM, christlichen Studenten und Mission neu aufzubauen. 1920 rief Mott eine internationale christliche Studentenkonferenz nach Beatenberg, wo sich die Vertreter der zuvor verfeindeten Nationen die Bruderhand reichten. In der Schweiz entstanden Studentenheime vor allem für ausländische Studenten mit amerikanischem Geld. 1920 rief Mott eine Missionsvorstände-Konferenz ins Schloss in Crans-près-Céligny zusammen.

„Wenn ihr zum Dienen bereit seid, dann kämpft gegen Unwissenheit, Engherzigkeit, Trägheit und Gleichgültigkeit. Seid gehorsam dem Rufe und werdet Männer, keine Puppen mit unordentlichen Leidenschaften. Vertieft euch in Gottes Wort und verharret im Gebet, bis für euch die Stunde der Entscheidung schlägt.“

### Internationale Missionsarbeit und Ökumene
Zwei Jahre nach seinem entscheidendem geistlichen Erlebnis in Northfield inspirierte Mott die Missions-Freiwilligen-Bewegung, deren Motto war: Evangelisation der Welt in diesem Jahrhundert. Ergebnis davon war u. a., dass Mott für den Juni 1910 eine Weltmissionskonferenz nach Edinburgh einberief, zu deren Vorsitzenden er von den rund 1.200 Delegierten (davon 189 Methodisten) aus 160 Missionsgesellschaften einstimmig gewählt wurde. Als Folge wurden verschiedene nationale Verbände gegründet. Zwischen 1900 und 1941 bereiste er eine Reihe von Nationen, um für die internationale Missionsarbeit zu werben. Die Strecke seiner Reisen ergeben etwa siebzigmal den Erdumfang.
Die Konferenz in Edinburgh wurde der Grundstein zur internationalen Koordination der Missionsarbeit sowie zur modernen ökumenischen Bewegung gelegt, außerdem wurde die Gründung eines Internationalen Missionsrates beschlossen, der sich aus Vertretern nationaler Räte zusammensetzen sollte. Dieser Plan wurde 1921 realisiert und John Raleigh Mott wurde zum ersten Präsidenten dieser Vereinigung gewählt. Auch bei den Weltkirchenkonferenzen von Lausanne 1927 und Oxford 1937 führte Mott den Vorsitz.

## Lebensabend und Tod
Im Jahr 1946 erhielt er den Friedensnobelpreis gemeinsam mit Emily Greene Balch für seinen Einsatz für die ökumenische Bewegung und sein Wirken im internationalen Missionsdienst. John Raleigh Mott starb 89-jährig auf seinem Alterssitz in Florida. Seine Grabstätte befindet sich in der Washington National Cathedral.
2003 wurde der Asteroid (52291) Mott nach ihm benannt.

## Wirkung
Die Bestrebungen zur Förderung der Ökumene gipfelten 1948 in der Gründung des Ökumenischen Rates der Kirchen in Amsterdam, bei der 147 Kirchen aus 47 Nationen vertreten waren. Dabei wurde der 83-jährige Mott zum Ehrenpräsidenten ernannt.

„...Lasst uns stets dessen gewiß sein, dass Gott seine Allmacht entfaltet, sobald des Menschen Kraft erschöpft ist ... Was aber mein Herz in diesen tragischen und schweren Stunden vor allem hoffnungsfroh stimmt, ist, weil Christus größer ist als jemals. Ist das etwas Neues? Nein, denn Er ist der gleiche, gestern, heute und in alle Ewigkeit ... Er ist der Strom des Lebens, schöpferische Quelle der größten Veränderungen, Mittelpunkt der Verirrten und größte Hoffnung des Weltkirchenrates!“